# Fabaeformiscandona caudata
Fabaeformiscandona caudata is een mosselkreeftjessoort uit de familie van de Candonidae. De wetenschappelijke naam van de soort is voor het eerst geldig gepubliceerd in 1900 door Kaufmann.